# كولونيا كينو
كولونيا كينو (بالألمانية: Kienbruch)‏ هي قرية في الحي الإداري في Gmina Drawno، داخل مقاطعة Choszczno، غرب بوميرانيا فويفود، في شمال غرب بولندا. تقع على بعد حوالي 2 كيلومتر (1 ميل) غرب دراونو، 23 كيلومتر (14 ميل) شرق تشوشتشنو، و80 كيلومتر (50 ميل) شرق العاصمة الإقليمية شتشيتسين.
قبل عام 1945 كانت المنطقة جزءًا من ألمانيا.